# جوفيني سور أورن (أورن)
جوفيني سور أورن هي بلدية في أورن في شمال غرب فرنسا.